# M16 (ロケット)
M16は､第二次世界大戦中にアメリカ陸軍によって開発された無誘導ロケットである。
先代のM8ロケットを置き換えるために1945年4月に運用が開始され、第二次世界大戦の終盤と朝鮮戦争で使用され、運用から外れた。

## バリエーション
M16 (T38E3)…アメリカ陸軍が採用した標準仕様
　M17…M16の訓練用
M16E1…より深い信管空洞を備えている
　M16E2…M16E1の改良型
M20…点火装置改良型
　M21…M20の訓練用

## 写真

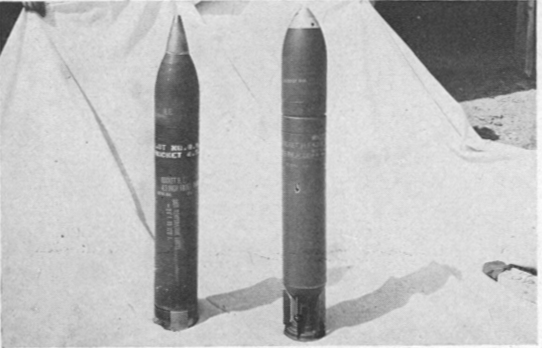
M16 and M8 rockets.
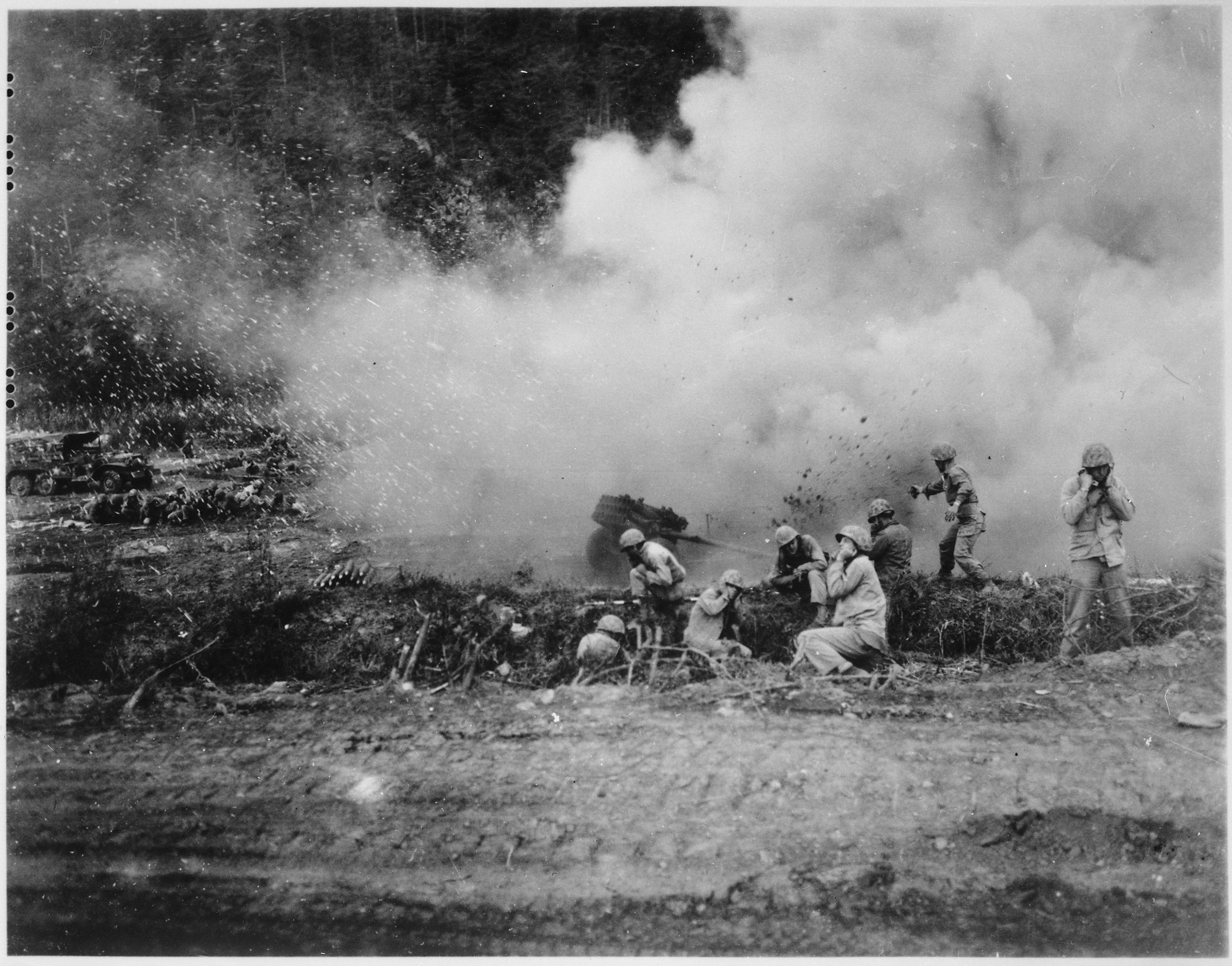
M16 24-tube launchers in Korea.
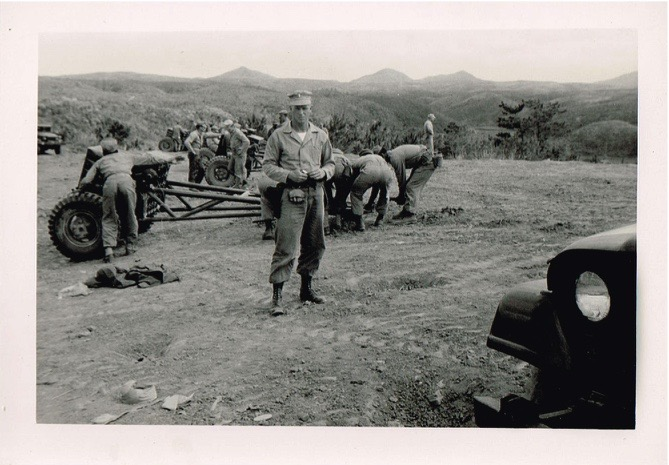
M21 25-tube launchers used by the USMC.
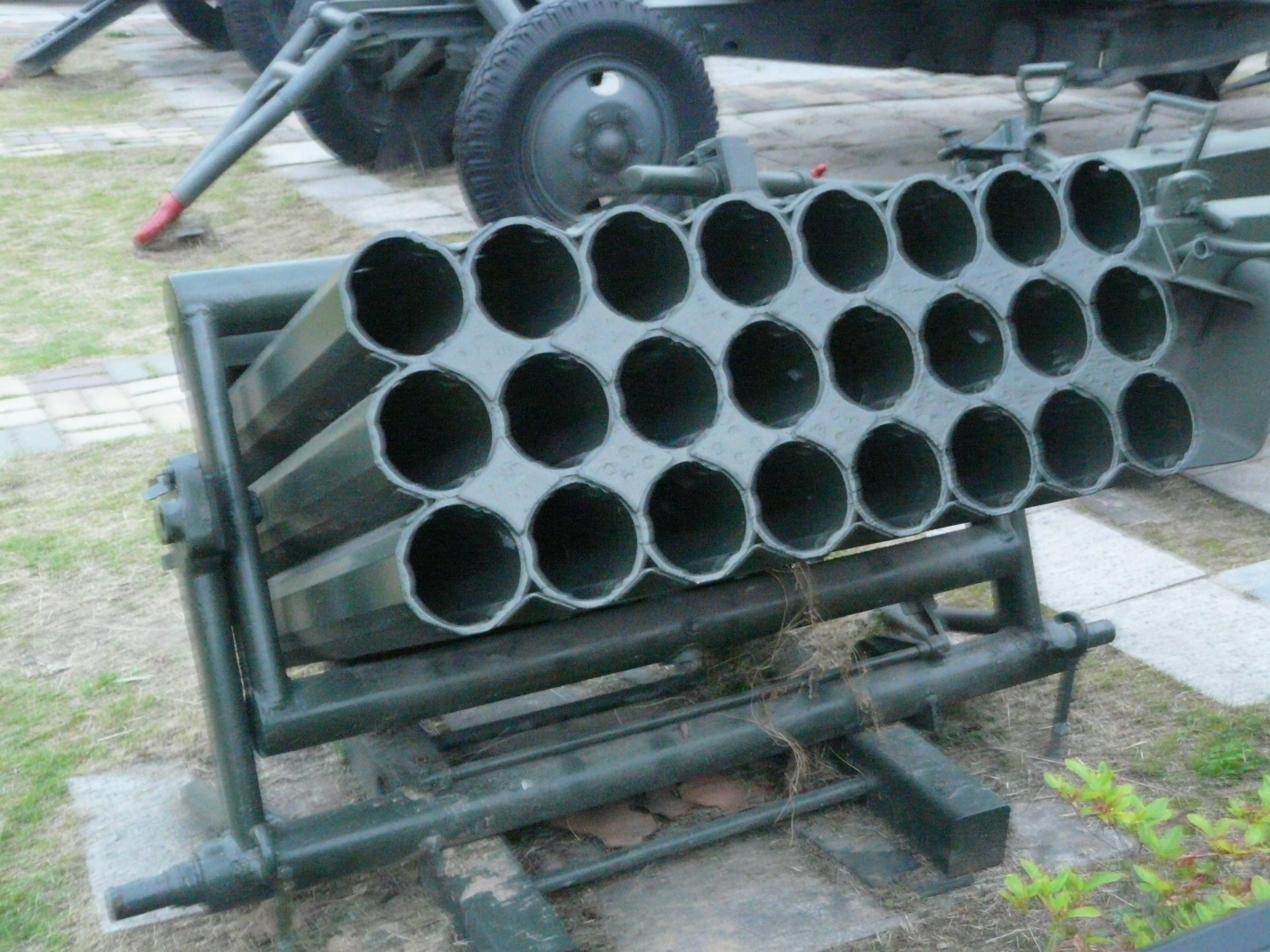
M16 launcher at the War memorial of Korea.